# Islamische Armee im Irak
Die Islamische Armee im Irak (IAI; arabisch الجيش الإسلامي في العراق, DMG al-Ǧayš al-islāmī fī 'l-ʿIrāq) ist eine militante islamistische Untergrundorganisation, welche sich nach der Invasion des Iraks 2003 durch Amerikaner und Koalitionstruppen formierte.
Die IAI rekrutiert ihre Mitglieder fast ausschließlich aus Reihen ehemaliger Soldaten der Irakischen Armee. Weiterhin ist sie nur innerhalb des Iraks aktiv und bekämpft fast ausschließlich US-amerikanische Truppen. Aufsehen erregt die Gruppierung immer wieder durch Veröffentlichungen von Videos, darunter denen von „Juba, dem Scharfschützen“ und durch eines, in dem der erstmalige Abschuss eines zivilen Helikopters im Irak dokumentiert ist.

## Entführungen
Die Islamische Armee im Irak ist verantwortlich für die Entführung folgender Personen, welche unverletzt freikamen:
- des iranischen Konsuls Fereidoun Jahani
- Georges Malbrunot, 41 (2006), und Christian Chesnot, 37 (2006), französische Journalisten
- Angelo Dela Cruz, philippinischer LKW-Fahrer

Die Islamische Armee im Irak wird für die Hinrichtung folgender Personen verantwortlich gemacht:
- Enzo Baldoni, italienischer Journalist, ermordet um den 26. August 2004
- Ronald Schulz, amerikanischer Elektriker, ermordet um den 8. Dezember 2005.

Außerdem hat die Islamische Armee im Irak die Verantwortung für diverse Attentate, darunter das auf Ahmad Tschalabi, den Führer des Irakischen Nationalkongresses, übernommen.

## Referenzen
- Spiegelartikel über Juba
- Informationen über IAI und andere Terrorgruppen (engl.)
- Artikel über die Entführung des iranischen Konsuls